# Over You
«Over You» — песня американской кантри-певицы Миранды Ламберт, вышедшая в качестве 2-го сингла с четвёртого студийного альбома Four the Record (2011).
Песня получила награду Ассоциации кантри-музыки CMA Awards в престижной категории «Лучшая песня года» (Song of the Year).

## История
«Over You» это кантри-баллада, написанная Мирандой Ламберт и Блейком Шелтоном о личном опыте Шелтона, когда ещё в подростковом возрасте, его старший брат погиб в автомобильной аварии. Ламберт решила сама спеть и записать песню, из-за весьма эмоциональной связи Шелтона с темой сочинения: «Блейк сказал, что не мог бы записать это для себя или петь на сцене каждую ночь, поэтому она будет предоставлена тебе».
Сингл вышел 9 января 2012 года на студии RCA Nashville и получил смешанные отзывы музыкальной критики и интернет изданий: «Roughstock», « Country Universe».
Видеоклип был снят режиссёром Треем Фанджоем и впервые показан 30 января 2012 года. К июню 2014 года тираж сингла превысил 1,338,000 копий в США.

## Награды и номинации
Источник:
| Награда    | Категория                     | Результат |
| ---------- | ----------------------------- | --------- |
| CMA Awards | Песня года (Song of the Year) | Победа    |
| ACM Awards | Песня года (Song of the Year) | Победа    |

## Чарты
| Чарт (2012)                         | Высшая позиция |
| ----------------------------------- | -------------- |
| Канада (Billboard Canadian Hot 100) | 52             |
| США (Billboard Hot 100)             | 35             |
| США (Billboard Hot Country Songs)   | 1              |